# Łyczezar Tanew
Łyczezar Georgiew Tanew (bułg. Лъчезар Георгиев Танев; ur. 1 października 1963 w Plewenie) – bułgarski piłkarz grający na pozycji napastnika. W swojej karierze rozegrał 22 mecze i strzelił 5 goli w reprezentacji Bułgarii.

## Kariera klubowa
Swoją karierę piłkarską Tanew rozpoczął w klubie Spartak Plewen. W sezonie 1979/1980 zadebiutował w nim w pierwszej lidze bułgarskiej. W Spartaku spędził cztery sezony. W 1983 roku został zawodnikiem klubu CSKA Sofia. Wraz z CSKA dwukrotnie wywalczył mistrzostwo Bułgarii w sezonach 1986/1987 i 1988/1989. Trzykrotnie został też wicemistrzem kraju w sezonach 1983/1984, 1984/1985 i 1987/1988 oraz zdobył cztery Puchary Bułgarii w latach 1985, 1987, 1988 i 1989.
W 1989 roku Tanew odszedł z CSKA do portugalskiego klubu GD Chaves. Występował w nim półtora roku. Na początku 1991 roku przeszedł do grającego w Segunda División CE Sabadell FC. Latem 1991 wrócił do CSKA i w sezonie 1991/1992 został z nim mistrzem kraju. W sezonie 1992/1993 grał w Łokomotiwie Sofia. W 1993 roku ponownie został piłkarzem CSKA i w sezonie 1993/1994 wywalczył z nim wicemistrzostwo Bułgarii. Karierę zakończył w 1995 roku.
| Sezon   | Klub              | Kraj       | Rozgrywki        | Mecze | Gole |
| ------- | ----------------- | ---------- | ---------------- | ----- | ---- |
| 1979/80 | Spartak Plewen    | Bułgaria   | I liga           | ?     | ?    |
| 1980/81 | Spartak Plewen    | Bułgaria   | I liga           | ?     | ?    |
| 1981/82 | Spartak Plewen    | Bułgaria   | I liga           | ?     | ?    |
| 1982/83 | Spartak Plewen    | Bułgaria   | I liga           | ?     | ?    |
| 1983/84 | CSKA Sofia        | Bułgaria   | I liga           | ?     | ?    |
| 1984/85 | CSKA Sofia        | Bułgaria   | I liga           | ?     | ?    |
| 1985/86 | Sredec Sofia      | Bułgaria   | I liga           | ?     | ?    |
| 1986/87 | CFKA Sredec Sofia | Bułgaria   | I liga           | 29    | 28   |
| 1987/88 | CFKA Sredec Sofia | Bułgaria   | I liga           | 7     | 4    |
| 1988/89 | CFKA Sredec Sofia | Bułgaria   | I liga           | 14    | 3    |
| 1989/90 | GD Chaves         | Portugalia | Primeira Liga    | 29    | 9    |
| 1990/91 | GD Chaves         | Portugalia | Primeira Liga    | 7     | 0    |
| 1990/91 | CE Sabadell FC    | Hiszpania  | Segunda División | 12    | 0    |
| 1991/92 | CSKA Sofia        | Bułgaria   | I liga           | 9     | 1    |
| 1992/93 | Łokomotiw Sofia   | Bułgaria   | I liga           | 19    | 3    |
| 1993/94 | CSKA Sofia        | Bułgaria   | I liga           | 17    | 0    |
| 1994/95 | CSKA Sofia        | Bułgaria   | I liga           | 9     | 1    |

## Kariera reprezentacyjna
W reprezentacji Bułgarii Tanew zadebiutował 31 sierpnia 1983 roku w wygranym 3:2 towarzyskim meczu z Grecją, rozegranym w Amarusi. Grał m.in. w: eliminacjach do MŚ 1986, do Euro 88 i do Euro 92. Od 1983 do 1995 rozegrał w kadrze narodowej 22 mecze i strzelił w nich 5 goli.